# حوش عيسى
حوش عيسى، مدينة مصرية تقع في شمال مصر، وتتبع محافظة البحيرة إدراياً، والمدينة عاصمة مركز حوش عيسى.

## جغرافيا
يحدها غرباً مركز أبو المطامير، وشمالاً مركز أبو حمص، وجنوباً النوبارية الجديدة، وشرقاً مركزي الدلنجات ودمنهور.

## تاريخ
تشتهر المدينة بتاريخها في مقاومة المماليك بقيادة طومان باي.كما تشتهر ب جدو اللاعب المصري المشهور .

## السكان
بلغ عدد سكان حوش عيسى 72,839 نسمة، منهم 37,535 ذكر و35,304 أنثى بحسب الإحصاء الرسمي لعام 2006.